# Edward de Bono
Edward de Bono (Malta, 19 de maio de 1933 – 9 de junho de 2021) foi um escritor maltês, instrutor na disciplina de pensamento e psicólogo da Universidade de Oxford. Ficou conhecido pelo termo pensamento lateral e por criar habilidades de exploração, como no PNI, CTF e Cys.

## Morte
Bono morreu em 9 de junho de 2021, aos 88 anos de idade.